# Libart
Libart — це графічна бібліотека (Вільне програмне забезпечення) в основі з векторним API. Cairo використовує Libart.

## Використання бібліотеки
- GNOME Canvas використовує Libart для рендерингу API.
- GIMP використовує Libart для векторного рендерингу.
- Dia може використовувати Libart для antialiasing та експорту у формат PNG.